# Blodplättar (maträtt)

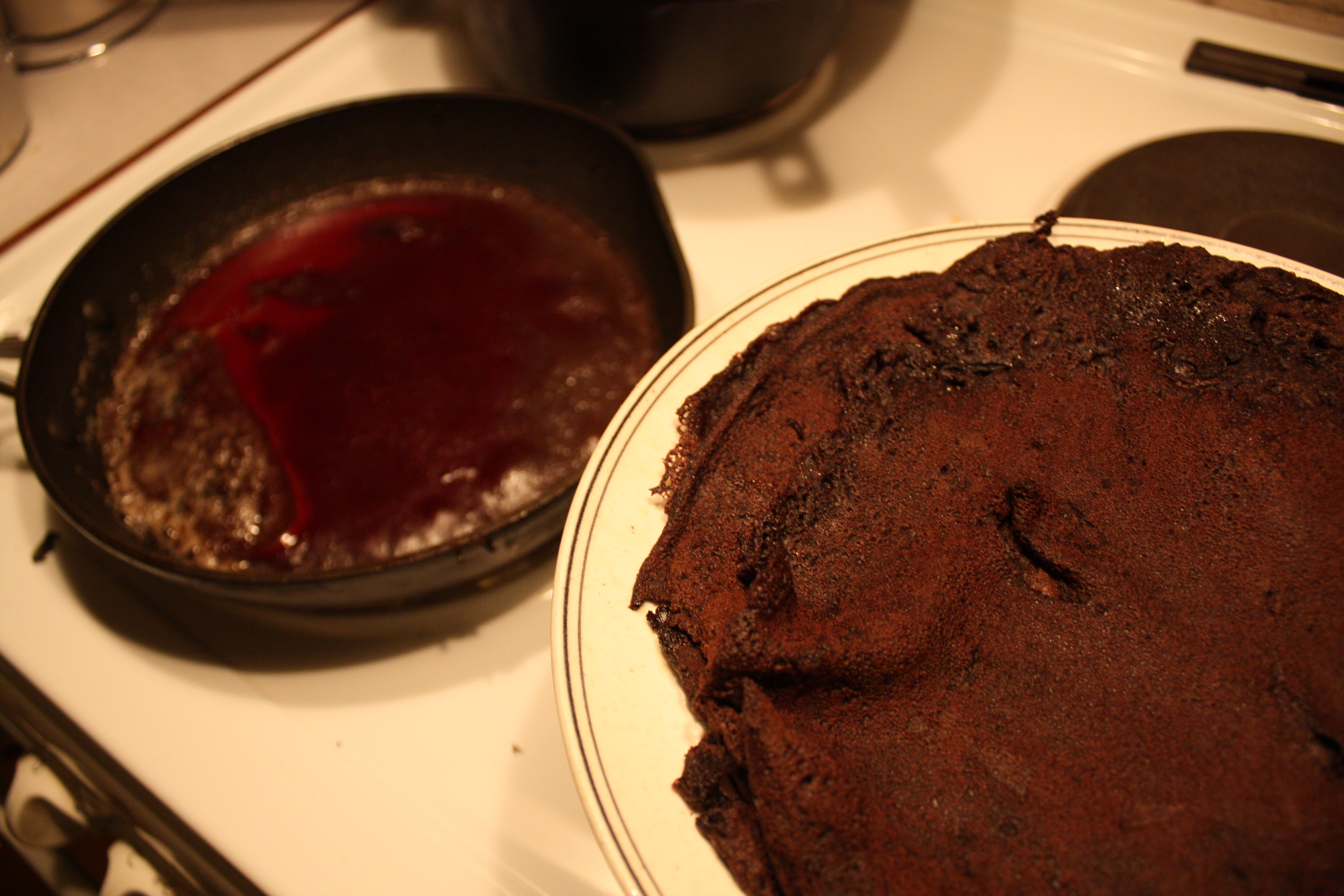
Blodplättar.

Blodplättar är en maträtt som görs av vispat blod och mjöl, vatten och ägg.

## Tillredning
Blodplättar steks i plättlagg eller stekpanna. "Plättar" betecknar i Finland på finlandssvenska och i nordligaste Norrland det övriga svenskar kallar pannkakor: de är alltså stekta i en större stekpanna, en så kallad pannkakslagg. På sina håll i Norrland förekommer även blodpannkaka som görs på samma smet som blodplättar men i form av ugnspannkaka, med eller utan fläsk.

## Lappmarken
I Lappland, till exempel Arvidsjaur, är det populärt att göra blodplättarna på renblod. Något som också kan vara speciellt för Lappland är att man till dessa blodplättar steker suovas (rökt renkött) och äter som ett tillbehör.